# Jan Derek Sørensen
Jan Derek Sørensen (Oslo, 28 december 1971) is een voormalig betaald voetballer uit Noorwegen, die speelde als aanvallende middenvelder. Hij werd drie keer Noors landskampioen met Rosenborg BK en beëindigde zijn loopbaan in 2009 bij de Noorse club FK Bodø/Glimt.

## Interlandcarrière
Onder leiding van bondscoach Nils Johan Semb maakte Sørensen zijn debuut voor het Noors voetbalelftal op 8 september 1999 in het EK-kwalificatieduel tegen Slovenië (4-0) in Oslo. Hij viel in dat duel na 78 minuten in voor middenvelder Bent Skammelsrud. Sørensen speelde in totaal 21 interlands voor zijn vaderland.

## Erelijst
Rosenborg BK
- Landskampioen

1998, 1999, 2000
- Beker van Noorwegen

1999
 Borussia Dortmund
- Bundesliga (mannenvoetbal Duitsland)Landskampioen

2002